# Doris (film)
Doris is een Nederlandse tragikomedie uit 2018, geregisseerd door Albert Jan van Rees. De film is een vervolg op de gelijknamige televisieserie.

## Verhaal
Doris (Tjitske Reidinga) is een gescheiden vrouw van 45 jaar met twee kinderen en heeft geen werk. Als ze ziet hoe de mensen om haar heen heel spannende levens leiden, realiseert ze zich dat van haar eigen dromen tot dan toe weinig terecht is gekomen. Met hulp van haar beste vriend Tim (Guy Clemens) vindt ze haar zelfstandigheid, zelfvertrouwen en geloof in de liefde terug.

## Rolverdeling
- Tjitske Reidinga als Doris
- Guy Clemens als Tim
- Gijs Scholten van Aschat als Walter
- Monique van de Ven als Leonie
- Roos Ouwehand als Sarah
- Bracha van Doesburgh als Lynn
- Tarik Moree als Willem
- Astrid van Eck als Lola
- Hendrikje Nieuwerf als Sien

## Trivia
- Er werd in 2017 onder meer gefilmd in het stadsdeel Amsterdam-West.[2]
- Doris behaalde binnen een week de status van Gouden Film.[3]